# أغاثي علاء الدين
أغاثي علاء الدين (بالفرنسية: Agatha Aladin)‏ هي رسامة وفنانة هايتية، ولدت في 1970 في جاكميل في هايتي.